# Hemicycla pouchet
Hemicycla pouchet é uma espécie de gastrópode  da família Helicidae
É endémica de Espanha.